# Ramowa dyrektywa wodna
Dyrektywa 2000/60/WE Parlamentu Europejskiego i Rady z dnia 23 października 2000 r. ustanawiająca ramy wspólnotowego działania w dziedzinie polityki wodnej (ramowa dyrektywa wodna, RDW) – dyrektywa 2000/60/WE porządkująca i koordynująca istniejące europejskie ustawodawstwo wodne, mająca na celu ochronę wody przed zanieczyszczeniem u jej źródła.
Główny cel ramowej dyrektywy wodnej to osiągnięcie dobrego stanu wód, czyli co najmniej dobrego stanu ekologicznego i dobrego stanu chemicznego do 2015 roku. Zakres wód, które są przedmiotem RDW, to wody śródlądowe, łącznie z wodami podziemnymi, oraz wody przejściowe i wody przybrzeżne.
W tym celu RDW ustanawia system zarządzania zlewniowego, niezależny od podziału administracyjnego krajów członkowskich, jak również w przypadku zlewni transgranicznych wymaga współpracy sąsiadujących państw. Według RDW w celu właściwego gospodarowania wodami wymagany jest aktywny udział wszystkich zainteresowanych stron. Dyrektywa zapewnia redukcję oraz kontrolę zanieczyszczeń i równoważy wykorzystanie wody z ochroną środowiska.
Ramowa dyrektywa wodna ustanawia wymogi dotyczące monitoringu jakości wód. W przypadku wód powierzchniowych oceniana jest nie tyle czystość wód, ale ich stan ekologiczny, co jest wykonywane na podstawie zasiedlających je biocenoz – fitoplanktonu, fitobentosu, makrofitów, zoobentosu i ichtiofauny, podczas gdy abiotyczne parametry siedliska (elementy fizykochemiczne i hydromorfologiczne) mają charakter pomocniczy. Klasycznie rozumiana czystość badana jest przy monitoringu stanu chemicznego.